# حصبان (الضالع)
حصبان هي إحدى قرى الجمهورية اليمنية. تتبع جغرافيا لمحافظة الضالع و إداريًا لمديرية الحشاء. يبلغ تعداد سكانها 1468 نسمة حسب الإحصاء الذي أجري عام 2004.